# Sphaerodactylus goniorhynchus
Sphaerodactylus goniorhynchus es una especie de geco del género Sphaerodactylus, familia Sphaerodactylidae, orden Squamata. Fue descrita científicamente por Cope en 1895.

## Descripción
La longitud hocico-respiradero en machos y hembras es de 32 y 25 milímetros respectivamente.

## Distribución
Se distribuye por Jamaica.